# Zero Airport
Zero Airport är en flygplats i Indien.   Den ligger i distriktet Lower Subansiri och delstaten Arunachal Pradesh, i den östra delen av landet, 1 600 km öster om huvudstaden New Delhi. Zero Airport ligger 1 566 meter över havet.
Terrängen runt Zero Airport är huvudsakligen kuperad, men den allra närmaste omgivningen är platt. Runt Zero Airport är det ganska tätbefolkat, med 67 invånare per kvadratkilometer. Närmaste större samhälle är Ziro, 1,3 km nordost om Zero Airport. I omgivningarna runt Zero Airport växer i huvudsak blandskog.